# Josep Maria Plans i Molina
|  | «Josep Maria Plans» redirigeix aquí. Vegeu-ne altres significats a «Josep Maria Plans (desambiguació)». |

Josep Maria Plans i Molina (Sabadell, 16 d'octubre de 1943 - 9 de setembre de 2004) fou un metge i polític català. Company d'Antoni Farrés (1979-1987), fou el coordinador del CAP del barri de Can Deu de Sabadell i va revolucionar el sistema sanitari sabadellenc entre els anys 70 i 80, compaginant la seva tasca de metge amb la de regidor de Sanitat.

## Biografia
Josep M. Plans va néixer a Sabadell en plena postguerra. Als 17 anys edità i fou un dels redactors de la revista El Torrente i creà, amb altres companys, l'única escola d'adults que en aquell moment hi havia a la seva ciutat, el Col·lectiu de Treballadors. Al mateix temps inicià els estudis de Medicina a la Universitat de Barcelona i els acabà el 1968. Plans atenia de franc les persones amb menys recursos al barri de la Plana del Pintor. L'any 1969 començà a exercir de metge, a Can Deu. Fou assessor en salut laboral de les CCOO a Sabadell (1972-1979) i responsable de Sanitat de la Federació d'Associacions de Veïns de Sabadell (1972-1979).
L'any 1973 Plans s'afilià al PSUC. El 1979 va esdevenir regidor de Sanitat de l'Ajuntament de Sabadell, càrrec que ocupà fins al 1987 compaginant-lo amb la feina al CAP de Can Deu. Durant el seu mandat –el primer de la Transició–, impulsà les oficines sanitàries per districtes, per informar i confegir el mapa de necessitats i prioritats sanitàries a la ciutat. A més, es posaren en marxa el Centre Municipal de Planificació Familiar i Informació Sexual, el Programa d'Educació Materno-Infantil, el Centre Municipal de Vacunacions, el Centre de Medicina Preventiva Escolar (després, Servei de Salut a l'Escola), el Laboratori Municipal, el Centre d'Atenció Primària en Salut Mental i el Centre de Salut Mental, Alcoholisme i Altres Toxicomanies. Plans va ser membre de la comissió gestora del Consorci Hospitalari Parc Taulí i va intervenir directament en el procés de formació i elaboració dels Estatuts del centre, aprovats el 1986.
Josep M. Plans impulsà un nou model de centre d'assistència primària sociosanitària en què els serveis socials municipals i els ambulatoris quedessin integrats. En un primer moment adoptaren aquest model els CAP de Torre-romeu, Ca n'Oriac i Can Deu. Durant els 20 anys següents aquest model sociosanitari es consolidà, l'assumí la Generalitat de Catalunya i s'estengué per tot el país.
El 1998, Josep M. Plans deixà el càrrec de coordinador del CAP Can Deu i continuà atenent amics i pacients en una consulta privada.
El 27 de setembre de 2014 el centre cívic del barri de Can Deu prengué el nom de Centre Cívic Doctor Josep Maria Plans, a partir de l'acord unànime de Ple de l'Ajuntament de Sabadell del 5 de novembre de 2013. Tanmateix, la família voldria que fos el CAP Nord el que dugués el seu nom, atès que ell el va impulsar i hi va treballar.